# Carex paulii
Carex paulii är en halvgräsart som beskrevs av Paul Friedrich August Ascherson och Karl Otto Robert Peter Paul Graebner. Carex paulii ingår i släktet starrar, och familjen halvgräs. Inga underarter finns listade i Catalogue of Life.